# Ramzi Maqdisi
Ramzi Maqdisi —en árabe رمزي مقدسي— (Jerusalén, Palestina, 1980) es un actor y director de teatro y cine palestino. Trabaja tanto en ficción como en documentales.
Estudió Artes Escénicas y Dirección Cinematográfica en el Centro de Estudios Cinematográficos de Cataluña (CECC) de Barcelona, en España. Es conocido en todo el mundo por Caza de fantasmas, premio al mejor documental en el Festival Internacional de Cine de Berlín de 2017, La piedra de Salomón (Solomon's Stone), Omar, El atentado (The Attack) y (Amor, robos y otros enredos).
Es fundador del proyecto creativo multidisciplinario Quds Art y de su rama cinematográfica Quds Art Films, nacidos de las cenizas de la radio independiente Quds Art, que dirigió hasta que en 2002 la emisora fue bombardeada.
En 2015, el cortometraje La Piedra de Salomón (Solomon's Stone), ganó el premio de la Audiencia al Mejor Cortometraje en el Festival de Cine Árabe Mizna's Twin Cities de los Estados Unidos.

## Filmografía principal
Ramzi Maqdisi ha trabajado como actor y director en muchas obras de teatro y películas.
| - 2007: Detrás del muro, director - 2008: Espejismo, director y protagonista - 2010: La playa roja, director - 2012: El atentado de Ziad Doueri (Líbano). Interpreta el papel del cura - 2012: Bajo el cielo, director - 2013: Omar de Hany Abu Assad (Palestina) y nominada al Oscar a la mejor película de habla no inglesa. Interpreta el papel de Muhsen Taha - 2014: Love, Theft and Other Entanglements de Muayad Alayan (Palestina). Interpreta el papel de Kamal - 2014: Defying my disability, director - 2015: La piedra de Salomón, director y actor principal (Hussein) - 2017: Caza de Fantasmas de Raed Andoni (Francia – Palestina). Interpreta el papel de Abu Atta - 2017: Escrito en la nieve o Writing on Snow de Rashid Masharawi (Túnez – Palestina). Interpreta el papel del hombre herido - 2018: El juego del hombre o Le jeu de l'homme de Aurélien Lambert (Francia). Interpreta el papel de refugiado | - 1999: Hombre y máscaras, de El-Jawal Teatro, Jerusalén. - 2000: Abu Munir Abed Raboh, del Teatro Nacional Palestino, Jerusalén - 2001: Al mi’tohan, de A-sharea' Teatro y dirección de Ramzi Maqdisi, Jerusalén - 2005: Mural, de Mahmud Darwish y dirección de Amir Nizar, Jerusalén - 2006: Madurez, de Ramzi Maqdisi y Al Quds Teatro, Barcelona - 2007: Las puertas del cielo, de Josep Pere Peyró, La Invención Teatro, Barcelona - 2011: Martin Luther King en Palestina, de Kamel El Basha, Teatro Nacional Palestino, Jerusalén - 2014: Sleeping Beauty Insomnia de Ramzi Maqdisi, Quds Art y Teatro Nacional Palestino, Jerusalén |

## Festivales
- 2016: Festival internacional del cine mediterráneo de Montpellier
- 2016: Palestine Film Festival Chicago
- 2016: Festival Internacional de Cine Latino Árabe LATINARAB
- 2016: Festival Venagua
- 2015: Boston Palestine Film Festival
- 2015: Festival de Cine Árabe Mizna's Twin Cities de los Estados Unidos
- 2014: Muestra de Cine Árabe y Mediterráneo de Cataluña
- 2006: Images of the Middle East Festival, Dinamarca
- 2005: Festival Internacional de Teatro Entrecultures de Tortosa
- 2004: Festival Internacional de Teatro Entrecultures de Tortosa
- 2003: Jordan International Theatre Festival (Amán)